# Коксов газ
Коксовият газ представлява горим газ, генериран по време на дестилация на сухи въглища, тоест при нагряване без достъп на въздух до 900 – 1100 °С. Този газ съдържа много ценни вещества. В допълнение към водорода, метана, въглеродните оксиди, неговият състав включва изпарения от катран, бензен, амоняк, сероводород.
През 1867 г. немският инженер Кнаб изгражда пещи с улавяне на коксуващи продукти. В средата на 1850-те години се смята, че улавянето на химични продукти за коксуване влошава качеството на кокса. Въпреки това, след изграждането на пещите Кнаб, в много коксови заводи се изграждат инсталации за улавяне. До 1941 г. Съветският съюз произвежда 21,12 милиона тона кокс годишно. В басейните на Кузнецк и Караганда са разработени нови находища на коксуеми въглища, а източната част на страната произвежда 25% от всички кокс и химически продукти.
Основният потребител на коксовия газ е металургията, по-голямата част от коксовите заводи се намират в или близо до металургичните предприятия. В тази индустрия 50 – 60% от общото предлагане е включено в работилници на открито огнище. Коксовият газ се използва за осветление, както и като гориво в двигатели с вътрешно горене.